# Charles Halford
Charles "Charlie" Halford, född 28 februari 1980 i Salt Lake City i Utah, är en amerikansk skådespelare. Han är mest känd för att spela rollen som Chas Chandler i NBC-serien Constantine, Earl i filmen Logan Lucky och Sammy Wilds i filmen Bad Times at the El Royale. Han har också gjort rösten till karaktärerna Konstantin i datorspelet Rise of the Tomb Raider, Gorilla Grodd i datorspelet Injustice 2 och Bibbo Bibbowski och Eradicator i de animerade superhjältefilmerna The Death of Superman och Reign of the Supermen.

## Filmografi (i urval)

### Filmer
- 2001 – Irländarnas tur
- 2001 – Ocean's Eleven
- 2005 – Citronträd och motorolja
- 2006 – Blind Dating
- 2009 – Hitta Pappa
- 2017 – Logan Lucky
- 2018 – The Death of Superman (röstroll)
- 2018 – Bad Times at the El Royale
- 2019 – Reign of the Supermen (röstroll)
- 2019 – The Laundromat
- 2022 – Kimi

### TV-serier
- 2010 – Zeke & Luther (TV-serie)
- 2010 – Dark Blue (TV-serie)
- 2011 – The Event (TV-serie)
- 2012 – Body of Proof (TV-serie)
- 2013–2014 – Agents of S.H.I.E.L.D. (TV-serie)
- 2014 – True Detective (TV-serie)
- 2014–2015 – Constantine (TV-serie)
- 2015 – NCIS: Los Angeles (TV-serie)
- 2015 – Law & Order: Special Victims Unit (TV-serie)
- 2015 – Supergirl (TV-serie)
- 2016 – Lucifer (TV-serie)
- 2016 – Rectify (TV-serie)
- 2017 – Blindspot (TV-serie)
- 2017 – Longmire (TV-serie)
- 2017 – The Walking Dead (TV-serie)
- 2017–2020 – Trassel – serien (TV-serie) (röstroll)
- 2020–2023 – Outer Banks (TV-serie)
- 2021 – Chicago P.D. (TV-serie)
- 2021 – Blade Runner: Black Lotus (TV-serie) (röstroll)

### Datorspel
- 2011 – Star Wars: The Old Republic (röstroll)
- 2015 – Fallout 4 (röstroll)
- 2015 – Rise of the Tomb Raider (röstroll)
- 2016 – The Walking Dead: A New Frontier (röstroll)
- 2017 – Injustice 2 (röstroll)
- 2018 – God of War (röstroll)
- 2018 – Spyro Reignited Trilogy (röstroll)